# Balgstuw

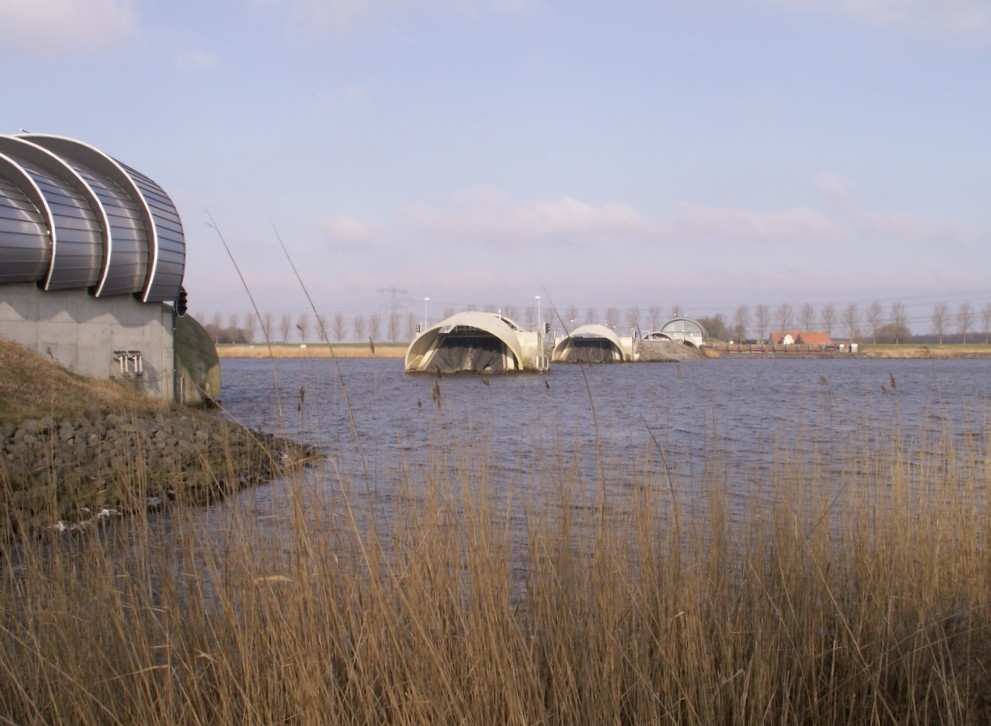
Balgstuw bij Ramspol

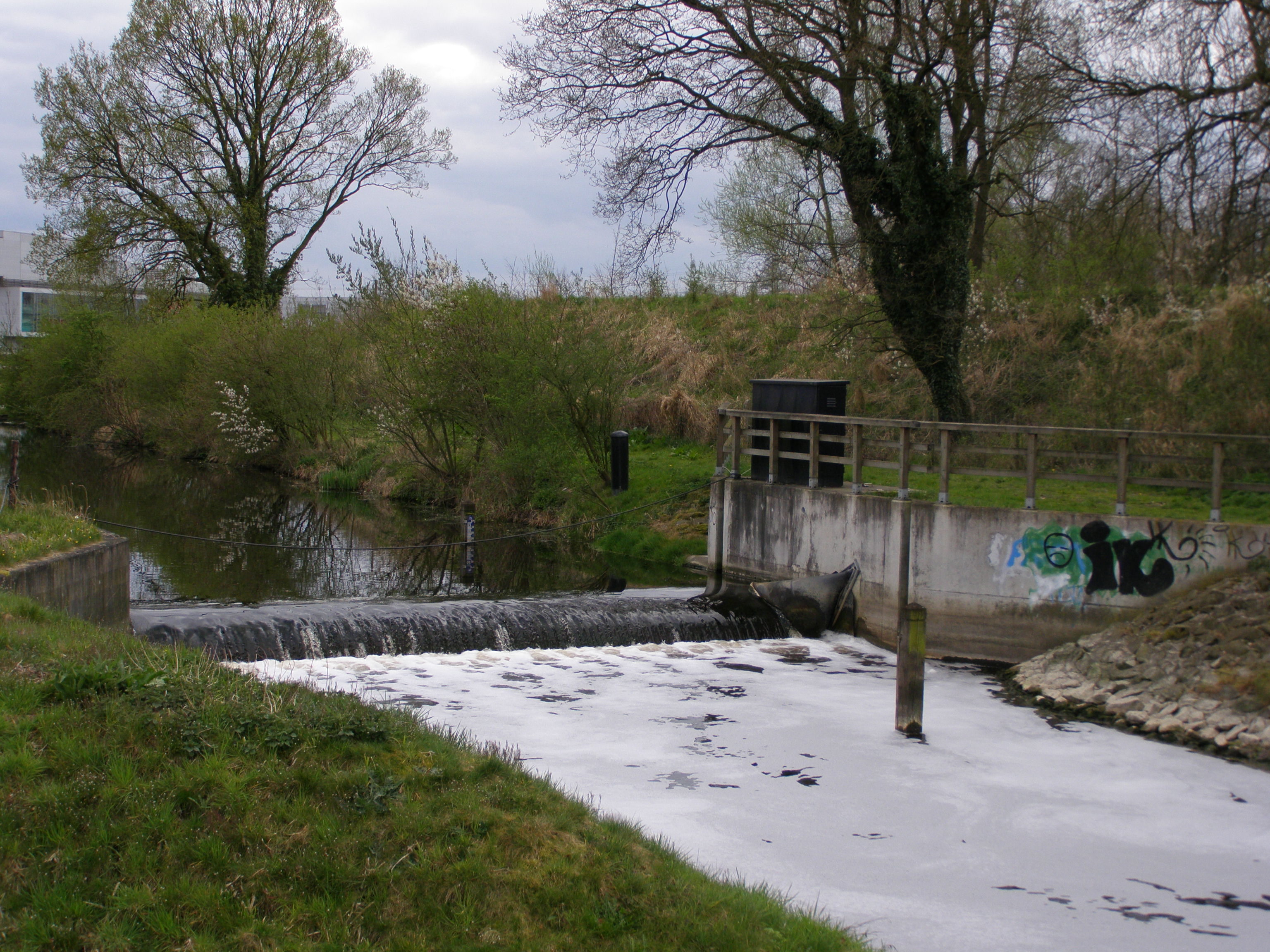
Balgstuw Bornsebeek

Een balgstuw is een type stuw, en wordt ook wel ingezet als keersluis.
Bij dit type stuw wordt een soort rubberen doek bevestigd aan constructies op de bodem van het water en de oevers. Als men wil dat de stuw het water tegenhoudt, pompt men de balg vol met water en lucht, waardoor de stuw omhoog komt. Afhankelijk van het gewenste waterpeil kan men in de stuw meer of minder water/lucht laten stromen.
De grootste balgstuw ter wereld ligt bij Ramspol te Ens (Provincie Flevoland) vlak bij de N50. Deze balgstuw maakt een scheiding mogelijk tussen het Ketelmeer en het Zwarte Meer. Deze komt alleen in werking als bij noordwesterstorm het gebied langs het Zwarte Water beschermd moet worden tegen opstuwend water vanuit het IJsselmeer. In een uur wordt er 3.500.000 liter lucht en 3.500.000 liter water in de drie opblaasbalgen gepompt.
Kleinere balgstuwen worden als waterkering in verschillende landen, onder meer Japan, gebruikt. In Nederland vindt men exemplaren in de Dinkel, de Bornsebeek, en bij Oude Wetering.